# Drewitz (Möckern)

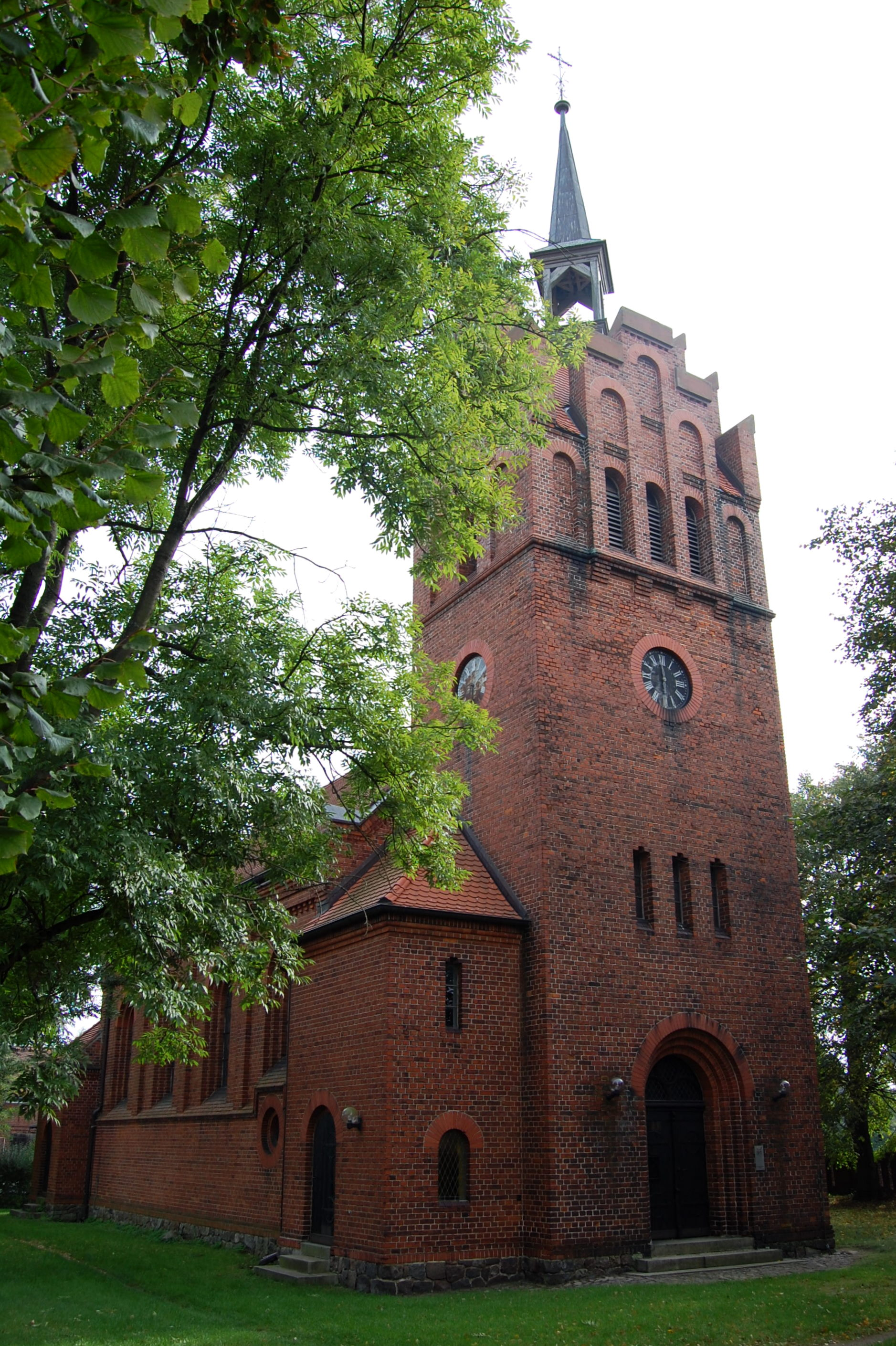
Dorfkirche

Drewitz ist eine Ortschaft und ein Ortsteil von Möckern im Landkreis Jerichower Land in Sachsen-Anhalt.

## Geografie
Das Dorf liegt etwa elf Kilometer südwestlich von Ziesar und nur knapp zwei Kilometer nördlich vom Truppenübungsplatz Altengrabow.
Drewitz liegt am Landschaftsschutzgebiet Magdeburgerforth-Möckern; dieses erfasst einen Ausschnitt des Südlichen Landrückens im westlichen Fläming.

## Geschichte
Im Jahr 1464 wurde die Gemeinde erstmals urkundlich erwähnt. Sie lag an der alten Heerstraße Brandenburg–Magdeburg.
1843 lebten hier 313 Einwohner, die in das Dorf Gloine eingepfarrt waren. 1889 wurde das Dorf selber Pfarrkirchort und da Gloine zugunsten der Anlage des Truppenübungsplatzes Altengrabow geräumt werden musste, wurde hier der Bau einer eigenen Kirche erforderlich.
1897 wurde die Dorfkirche Drewitz im Ort errichtet.
1973 zählte das Dorf 508 Einwohner.
Bis zum 31. Dezember 2009 war Drewitz eine selbständige Gemeinde und die letzte Bürgermeisterin war Cornelia Vietmeyer. Am 1. Januar 2010 wurde Drewitz in die Stadt Möckern eingemeindet.

## Politik
Ortsbürgermeister ist Jörg Platow.

### Wappen
Das Wappen wurde am 13. Februar 2008 durch den Landkreis genehmigt.
Blasonierung: „In Silber ein oberhalbes, achtspeichiges schwarzes Wasserrad auf einer schwarz gefugten roten Zinnenmauer, diese belegt mit drei mit ihren Stielen zur Nabe weisenden goldenen Lindenblättern.“
Die Farben von Drewitz sind: Gold (Gelb) – Rot. Das Wappen wurde vom Magdeburger Kommunalheraldiker Jörg Mantzsch gestaltet.

### Flagge
Die Flagge ist gelb – rot (1:1) gestreift (Querform: Streifen waagerecht verlaufend, Längsform: Streifen senkrecht verlaufend) und mittig mit dem Wappen belegt.

## Verkehrsanbindung
Zur Bundesstraße 107, die Genthin mit Coswig (Anhalt) verbindet, sind es in nordöstlicher Richtung etwa elf Kilometer. Die Bundesautobahn 2 mit den Anschlussstellen Ziesar (76) und Theeßen (75) wird in jeweils acht Kilometern erreicht.

## Infrastruktur und Wirtschaft
In der Ortschaft Drewitz gibt es eine kommunale Kindertagesstätte, welche im Jahr 2008 grundlegend saniert wurde. Die Kindertagesstätte hat eine Kapazität von 55 Kindern, 15 Kinder im Krippenbereich und 40 Kindergartenkinder.
Die Wirtschaft ist durch Handwerks- und Dienstleistungsbetriebe und durch Landwirtschaft geprägt.

## Ortsleben
Geprägt wird das Ortsleben unter anderem durch seine Vereine. Neben der Freiwilligen Feuerwehr, dem Karnevalsverein und der Volkssolidarität hat sich seit dem Jahre 2008 das Kulturhaus Drewitz etabliert. Die Betreuung und kulturelle Ausgestaltung wird durch einen Förderverein sichergestellt.

## Söhne und Töchter des Ortes
- Horst Mertens (* 1941), ehemaliger Landtagsabgeordneter (DVU)